# オーヴェルニュ料理

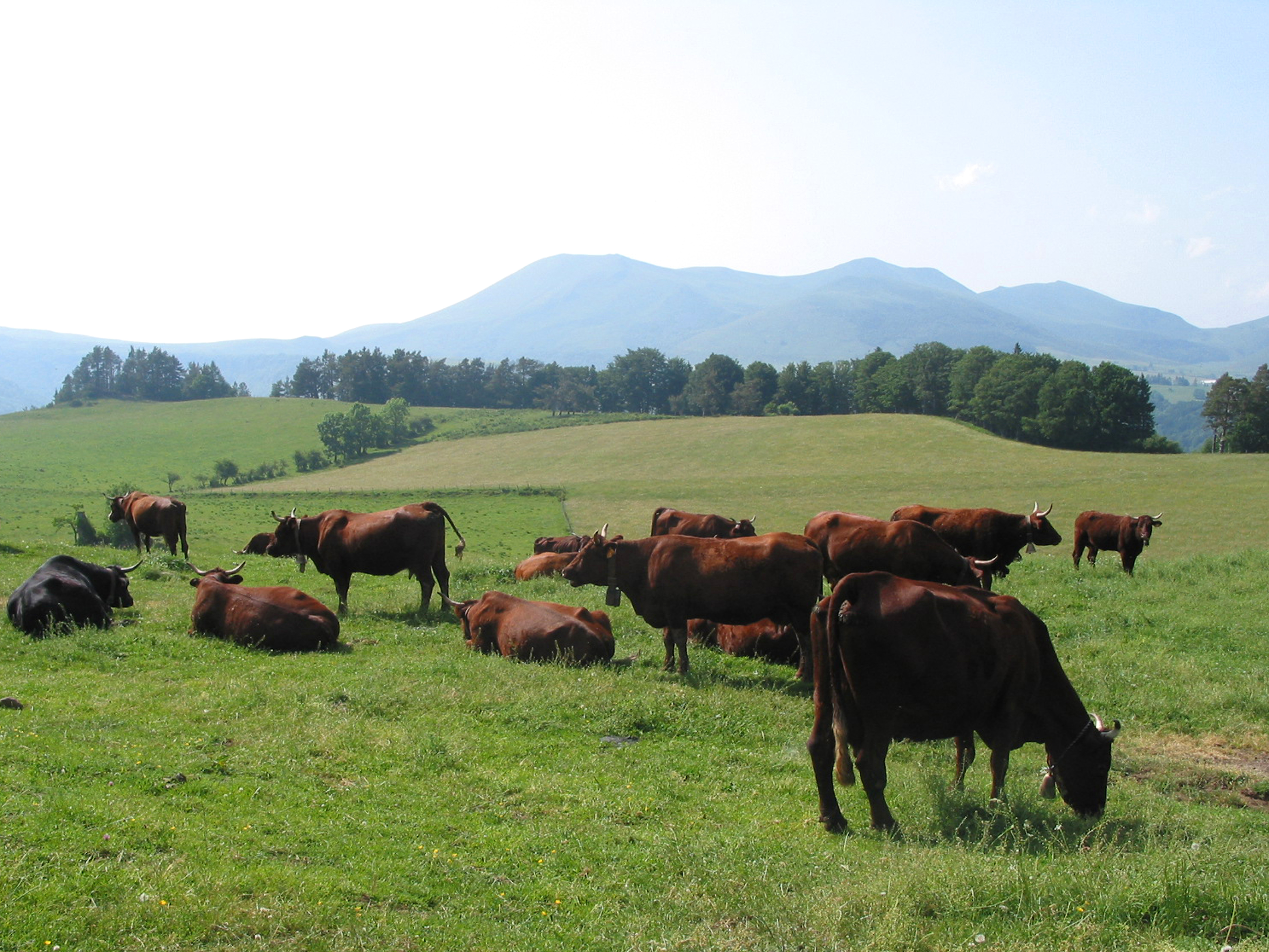
オーヴェルニュの風景（ピュイ・ド・ドーム）とサレール牛

オーヴェルニュ料理（オーヴェルニュりょうり）は、フランス中南部、オーヴェルニュ地方の伝統料理・郷土料理である。

## 概要
この地方は豊かな自然が残っており、そこで取れる野菜類、牧畜による肉類とチーズを利用した料理が特徴。海がないため海産物以外がメインとなるが、川や湖はあるため魚料理も存在する。
この地方は「辺境」とも評されるほどの田舎であり、その料理は基本的に洗練とは対極ともいえるシンプル・素朴なものである。
まずその#食材を、次いで#料理という順に紹介する。

## 食材
この地方で生産される食材の20%もが原産地名称保護（AOP:Appellation d'origine protégée）の認証を受けており、これはフランスの全国平均の2倍以上である。以下に代表的な食材を挙げる。

### チーズ
この地域はフランスのAOPチーズの30%を生産している。AOC認定の有名なものでは、フランスでも最古と言われるカンタルをはじめ、ブルー・ドーヴェルニュ、フルム・ダンベール、サン＝ネクテール、サレールがある。中でもカンタルは後述のアリゴでも一般的に使われるチーズである。
伝統的な製法で製造される未殺菌チーズは、黄色ブドウ球菌による食中毒が懸念されるため、菌の増殖を抑制する方策も検討されている。

### 肉類

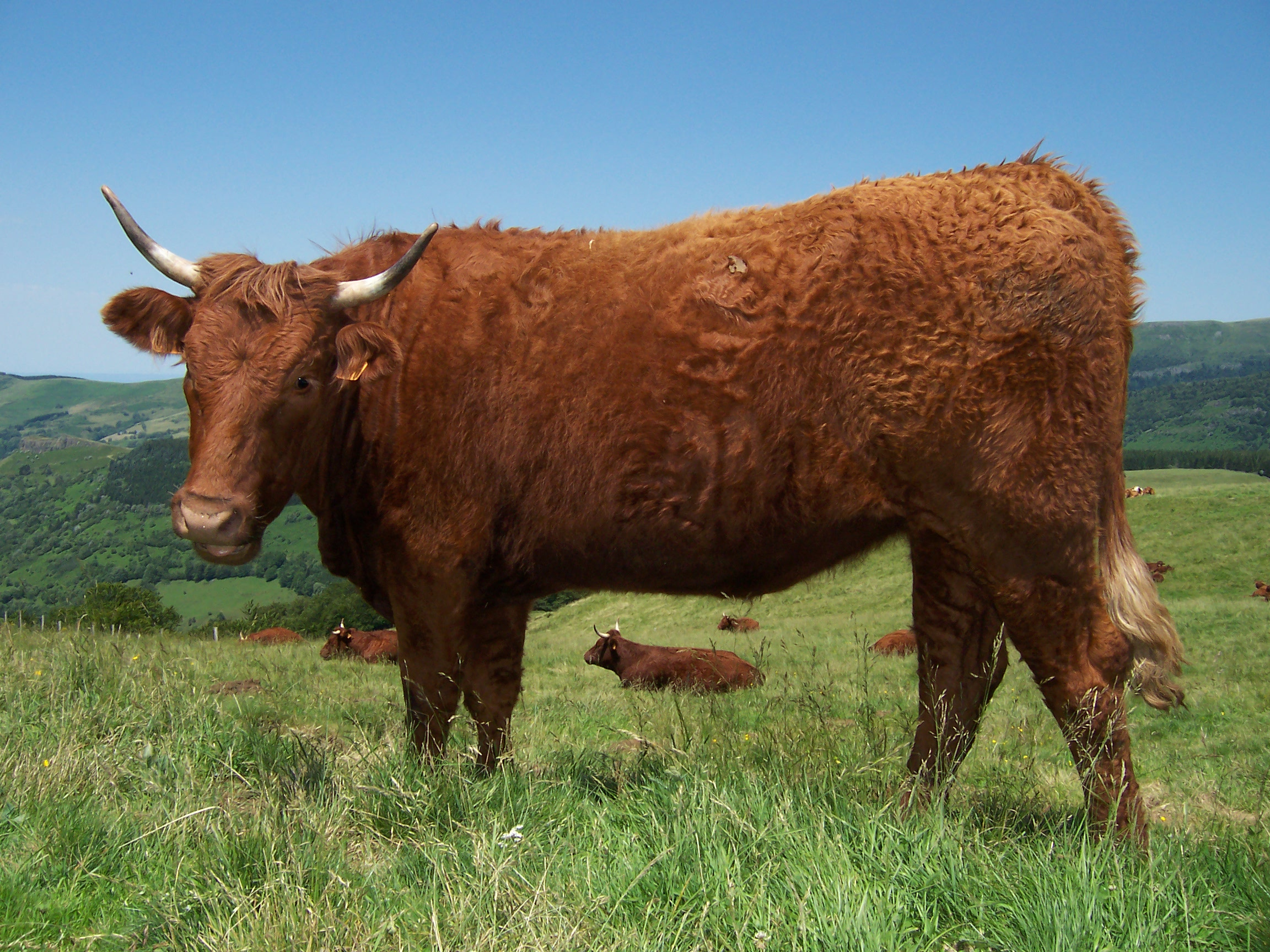
サレール牛

牛、羊、鶏と豚などが飼育されている。牛はサレール種が有名。この品種は主産地がカンタル、コレーズで、全フランスの85県で飼育されている種である。乳肉兼用種であり、乳の成分はタンパク質と脂質のバランスがよく、前記のチーズの原料に最適である。肉は赤身でフランスでは人気がある。また、その育成の容易さ、気候への適性などから、日本を含む北東アジア地域における赤身肉生産利用に最適という評価もされている。
羊も同様に肉、乳はチーズにも加工される。豚はソーセージ、生ハムなどに加工される。豚は捨てるところが無いくらいに利用され、豚の血ソーセージ、内臓のソーセージなどもある。生ハムはジャンボン・ドーヴェルニュ（Jambon d'Auvergne。オーヴェルニュのハム）といい、この地方の名物として紹介されている。

### 魚類
この地方は内陸部で海がないため、淡水魚が獲れる。主な魚種としてマス、イワナが挙げられる。また、グルヌイユ（食用のカエル）も獲れる。

### その他

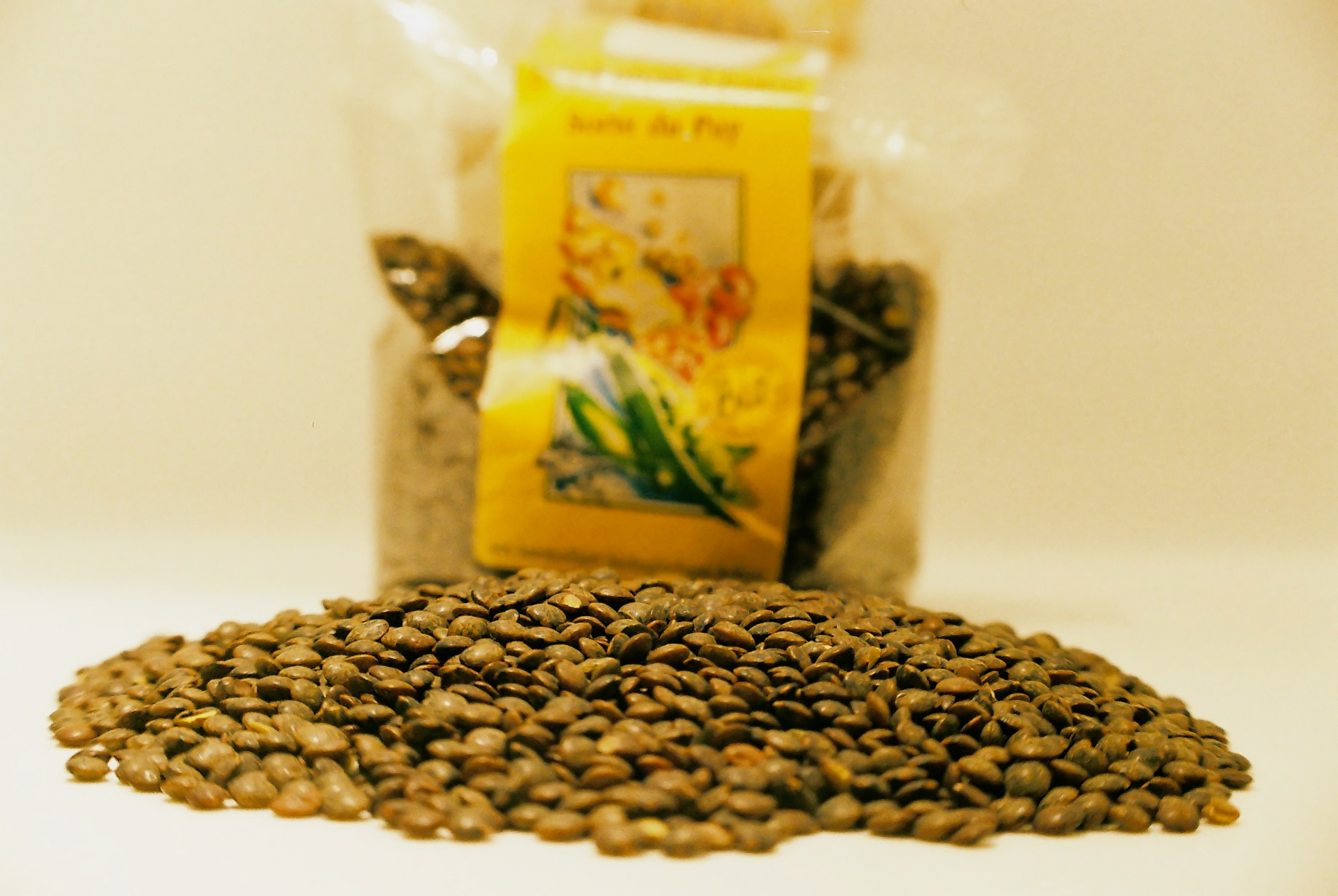
ル・ピュイの緑レンズ豆

キャベツ、レンズ豆（ル・ピュイのもの（fr:Lentille verte du Puy）が有名）、ジャガイモ、などの野菜、ゲンチアナ（リンドウの一種で、根を薬草酒の原料に使う。後述）、そしてカシス、フランボワーズなどの果物が取れ、利用される。
ミネラルウォーターのボルヴィックはこの地域のピュイ・ド・ドームで産出する、ヨーロッパでは珍しい軟水であり
、日本でも馴染みが深い。

## 料理
後述のアリゴのように、素材による分類が難しいものがあるため、本節では調理法別に分類・紹介する。

### 混ぜる
チーズプレートはこの地方の特産であるチーズを使った料理として特筆される。
肉料理などの付け合せとして供されるアリゴは、ジャガイモ、チーズ（基本的にカンタルチーズ）、ニンニクなどを混ぜ合わせて調理する。これは「餅のよう」にのびる、一風変わった料理である。
ゲンチアナはスーズ（商品名）などのリンドウリキュールの原料として利用されるが、オーヴェルニュにはゲンチアナが使われた苦味のあるコーラもある。ゲンチアナの苦味は胃によいとして研究対象にもなっており、このリキュールはまた食前酒として、またはカンパリのようにも使われる。
各家庭においては、カシスなどの果物を漬け込んでリキュールにすることも多い。

### 煮込む

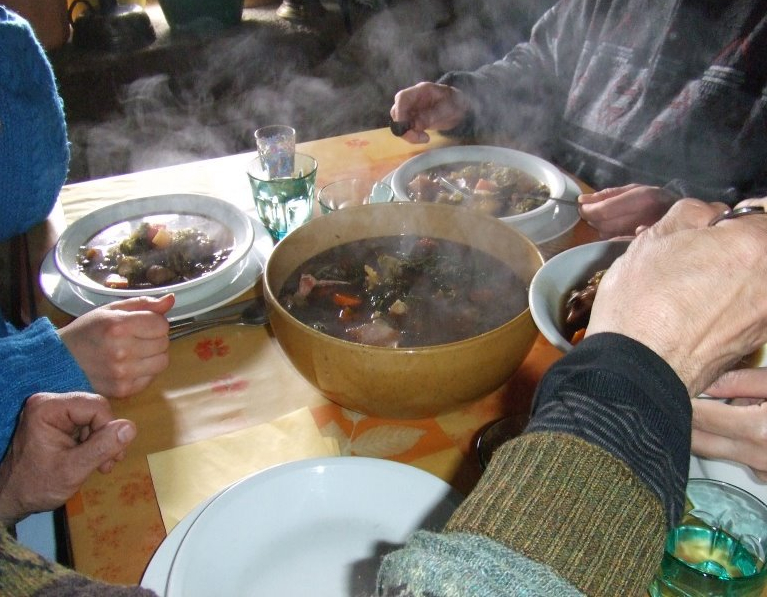
ポテ

フランス料理の代名詞ポトフに似た料理、オーヴェルニュ風ポテがある。ポテはキャベツの入った豚肉を使うポトフである。塩抜きした豚の脂身、ソーセージ、キャベツ、ジャガイモ、ニンジンを煮込んで調理される。また、キャベツがメインのスープ・オ・シュー（キャベツスープ）というものもあり、かつて貧しい人々の日常食であったという。羊を利用した名物料理としてトリプーという煮込み料理があり、これは羊の胃袋（牛の場合もある）に肉や香草を詰めて長時間煮込んだ料理である。
ロールキャベツもあるが、この地方のものはfr:Maôcheという、言うなら逆ロールキャベツである。豚の胃袋を下ごしらえしその中に豚肉、キャベツ、ニンニクなどを入れて煮込んだものである。

### 焼く
トリュファードが「地元の料理」として紹介されている。ジャガイモ、ベーコンとチーズをベースに作るシンプルな料理で「山小屋で作った料理」といわれており、最初に一部を炒めてからチーズを入れて焼く。

## ミシュラン
この地方の都市クレルモン＝フェランにはミシュランの本社があり、オーヴェルニュにも30軒ほどのミシュランの星付きレストランがある。